# Trappist (Teleskop)
Trappist (Eigenschreibweise TRAPPIST; ist die Abkürzung für „Transiting Planets and Planetesimals Small Telescope“, teilweise übersetzt: kleines Teleskop für Planeten-Durchgänge und Planetesimale) ist ein belgisches Projekt u. a. zur Suche nach Exoplaneten und Kometen.
Das erste Teleskop (TRAPPIST SOUTH) wurde im Jahr 2010 in Betrieb genommen. Es ist Teil des La-Silla-Observatoriums der Europäischen Südsternwarte in Chile. Das zweite Teleskop (TRAPPIST NORTH) wurde im Jahr 2016 in Betrieb genommen. Es ist Teil des Oukaïmeden-Observatoriums der Cadi Ayyad-Universität, Marrakesch.
Beide Teleskope sind Ritchey-Chrétien-Cassegrain-Teleskope mit einem Hauptspiegeldurchmesser von 60 cm auf einer deutschen Montierung, die robotisch betrieben werden. Die Fernsteuerung erfolgt von Lüttich aus. Vor Ort steuern Computer die Kuppeln sowie die Teleskope, einschließlich der Ausrichtung der Teleskope, und die Bildaufnahme. Die CCD-Kameras verfügen über 2048 × 2048 Pixel und werden für Beobachtungen üblicherweise auf −35 °C abgekühlt, um den Dunkelstrom zu verringern.
Eine wissenschaftliche Aufgabe neben der Entdeckung von Exoplaneten ist die Untersuchung von Kometen und anderen kleinen Körpern in unserem Sonnensystem.
Mit Trappist wurde das Planetensystem um den Stern Trappist-1 entdeckt. Benannt wurde das Teleskop zu Ehren des Trappistenbiers.